# Antoni Negre
Antoni Negre i Villavecchia (Barcelona, 1931- 22 de febrero de 2022) fue un economista y empresario español, presidente de la Cámara de Comercio, Industria y Navegación de Barcelona (1991-2002).

## Biografía
Se licenció en Derecho por la Universidad de Barcelona. Ocupó el cargo de director delegado del Banco de Vizcaya en Cataluña desde 1976 hasta 1993, y el de presidente de Banca Catalana durante tres años. 
Ocupó el cargo de presidente de la Cámara de comercio, Industria y Navegación de Barcelona desde el 11 de abril de 1991 hasta el 21 de junio de 2002. Su cargo fue renovado en elecciones en 1994 y el 25 de abril de 1998. En la segunda renovación del mandato, Negro obtuvo el voto de 59 de los 69 integrantes del pleno, mientras que el candidato alternativo, Josep Maria Pujol, solo consiguió el apoyo de 8 delegados.
Paralelamente, ocupó el cargo de presidente del Consejo de Cámaras desde 1991 hasta el 2002. Del mismo modo, su cargo fue renovado en elecciones en 1994 y el 22 de noviembre de 1998.
Desde el 17 de abril de 1996 hasta finales de 1998 fue nombrado presidente de Eurocámaras, la asociación que reúne en Bruselas a más de 1.200 cámaras de comercio europeas.
En febrero de 2003, el entonces presidente de la Generalidad de Cataluña, Jordi Pujol, le entregó la Medalla de Oro de la Cámara de Comercio de Barcelona, y en noviembre de 2006 recibió la medalla de oro del Consejo de Cámaras.